# Jan Due
Jan Due (* 24. November 1942 in Kopenhagen) ist ein dänischer Gastronom, Pilot und Schauspieler.

## Leben und Wirken
Jan Due wuchs in Kopenhagen auf. Er machte nach seinem Schulabschluss zunächst eine Ausbildung zum Elektromechaniker. 
Von 1964 bis 1967 absolvierte Due seine Schauspielausbildung an der Staatlichen Theaterschule in Kopenhagen. Im Jahr 1967 hatte er sein Bühnendebüt am Nørrebro-Theater. Danach gastierte er an mehreren Theatern in Dänemark und wirkte als Schauspieler in einigen Filmen und Fernsehserien mit.
1975 verabschiedete sich Due aus der Filmbranche. Nachdem er einige Jahre lang als Taxifahrer tätig gewesen war, absolvierte er dann eine professionelle Ausbildung zum Piloten, wo er mehrere Jahre lang in Linienflügen tätig war, unter anderem für North Flying, Copenhagen Air Taxi, Flexflight und Starling Air. 
Ende der 1980er-Jahre machte sich Due als Gastronom selbständig und besaß fortan Restaurants in Kopenhagen und in Roskilde. Seit 2001 lebt Due mit seiner Familie in Spanien, wo er ebenfalls mehrere Restaurants besitzt.